# Bedlenko
Bedlenko – wieś sołecka w Polsce położona w województwie świętokrzyskim, w powiecie koneckim, w gminie Końskie.
| SIMC    | Nazwa            | Rodzaj    |
| ------- | ---------------- | --------- |
| 0243435 | Bedlenko-Kolonia | część wsi |
| 0243441 | Stare Bedlenko   | część wsi |

Prywatna wieś szlachecka, położona była w drugiej połowie XVI wieku w powiecie opoczyńskim województwa sandomierskiego. W latach 1975–1998 miejscowość administracyjnie należała do województwa kieleckiego.
Wierni Kościoła rzymskokatolickiego należą do parafii św. Anny w Bedlnie.

## Historia
Bedlenko (Bedlno małe), wieś i folwark w powiecie koneckim, gminie Końskie, parafii Bedlno. Wspomina je Długosz w XV wieku, wieś należała do Mikołaja Korewy Wieniawity i miała trzy folwarki (Długosz L.B. t.I s.351). W 1827 r. było tu 25 domów i 165 mieszkańców.